# Robine van der Meer
Robine Tanya van der Meer (Scheveningen, 19 december 1971) is een Nederlands actrice, model en presentatrice.
Van der Meer speelde sinds 2000 de rol van Meike Griffioen in Goede tijden, slechte tijden. Op 1 maart 2002 was zij voor het laatst te zien. Haar personage kwam op gewelddadige manier aan haar einde.
In de zomer van 2003 stond Van der Meer naakt in de Playboy.
Verder speelde Van der Meer gastrollen in onder meer Costa!, Baantjer en de Veronica-serie Bumpers .
Sinds 2008 presenteerde ze het Net5-programma Model in 1 dag.

## Filmografie
- 2001; Morlang - Spaanse vriendin

### Televisie
- 1999; Baantjer - Dana (1 afl.)
- 2000–2002; Goede tijden, slechte tijden - Meike Griffioen
- 2002; Costa! - Maja (1 afl.)
- 2004; Grijpstra & De Gier - Frederique Steenman (1 afl.)
- 2008; Model in 1 dag - presentatie
- 2010; De co-assistent - Marga Leeuwenhart (1 afl.)
- 2013; Verliefd op Ibiza - Puk (1 afl.)

## Privé
In 2004 kreeg zij samen met haar vriend Mark Vanderloo een dochter. Een jaar later kregen ze een zoon. Ze trouwden op 3 juni 2011 op Ibiza.